# Le Cordonnier de Paris
Pour plus de détails, voir Fiche technique et Distribution.
Le Cordonnier de Paris (russe : Парижский сапожник) est un film soviétique muet réalisé par Fridrikh Ermler en 1927. Il est adapté de la nouvelle de Nikolaï Nikitine Le Crime de Kirik Roudenko. 

## Fiche technique
- Titre original : Парижский сапожник
- Titre français : Le Cordonnier de Paris
- Réalisation : Fridrikh Ermler
- Scénario : Nikolaï Nikitine, Boris Leonidov
- Photographie : Evgueni Mikhaïlov
- Direction artistique : Evgueni Mikhaïlov
- Studio : Sovkino
- Pays d'origine : URSS
- Langue originale : russe
- Format : Noir et blanc - Muet - 1.33 : 1 - 35 mm
- Genre : drame
- Durée : 111 minutes
- Date de sortie : 7 février 1928

## Distribution
- Veronika Boujinskaïa : Katia Karnakova
- Valeri Solovtsov : Andreï Goriunov
- Iakov Goudkine : Motka Tundel
- Semion Antonov : Gricha Sokolov
- Fiodor Nikitine : Kirik Roudenko, le cordonnier
- Bella Tchernova : Lida
- Varvara Miasnikova : Olga